# Brockite
La brockite è un minerale.